# Младен Бартулович
Мла́ден Барту́лович (хорв. Mladen Bartulović; 5 жовтня 1986, Какань, СФРЮ) — хорватський футболіст і футбольний тренер.
Більшу частину кар'єри провів в Україні. Став першим легіонером, який зіграв за 7 різних українських клубів. Забивши загалом 37 голів у 252 матчах в Українській прем'єр-лізі, гравець увійшов до списків легіонерів, які провели найбільше ігор і забили найбільше м'ячів в УПЛ. Також провів два поєдинки в складі збірної Хорватії.
З 20 червня 2025 року — головний тренер харківського «Металіста 1925».

## Клубна кар'єра
Професіональні виступи розпочав у сезоні 2004/05 за команду «Хайдук» (Спліт), у складі якої того ж сезону виборов золоті нагороди чемпіонату Хорватії. Уже наприкінці наступного сезону влітку 2006 року перейшов до дніпропетровського «Дніпра».

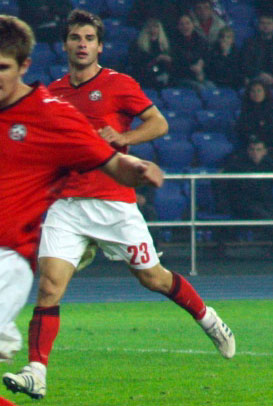
Младен Бартулович під час виступів за «Кривбас». 2009 рік

У сезоні 2006/07 відіграв у чемпіонаті України за «Дніпро» 20 матчів, у 12 з них виходив у стартовому складі команди. Протягом першої половини сезону 2007/08 фактично втратив місце в основі команди й під час зимової перерви був відданий в оренду до криворізького «Кривбаса». У криворізькому клубі відіграв увесь 2008 рік, ставши одним з основних гравців команди.
Після завершення терміну оренди на початку 2009 повернувся до «Дніпра», пройшов із клубом тренувальний збір в Ізраїлі, однак знову не зміг закріпитися в основі дніпропетровської команди. З початку чемпіонату України 2009/10 був знову орендований «Кривбасом», регулярно виходив в основному складі та став одним із найкращих бомбардирів клубу за результатами сезону (здебільшого реалізовував пенальті).
Перед початком сезону 2010/11 повернувся з оренди до «Дніпра», провів із командою тренувальні збори, однак учергове не зацікавив тренерський штаб свого клубу та був відданий в оренду, цього разу до київського «Арсенала». Орендний договір був укладений на пів року з наступним правом викупу прав на гравця. Дебютував у новій команді в першому ж матчі нового сезону — грі 9 липня 2010 року проти запорізького «Металурга», відзначив вихід на поле забитим голом, який виявився єдиним у грі та переможним для «Арсенала».
Після завершення строку оренди в січні 2011 року повернувся до «Дніпра». На початку 2011 року він приєднався на орендних умовах до вже добре знайомого собі «Кривбаса». У криворізькому клубі провів два з половиною роки, будучи весь час основним півзахисником команди. Влітку 2013 року «Кривбас» знявся зі змагань, і Младен повернувся до «Дніпра».
12 липня 2013 року разом з одноклубниками Євгеном Бохашвілі та Валерієм Федорчуком на правах оренди до кінця року перейшов у львівські «Карпати».
У липні 2015 року було оголошено, що після закінчення контракту з «Дніпром», Младен стане офіційно гравцем «Ворскли». Узимку 2016/17 залишив полтавську команду.
28 лютого 2017 року Бартуловіч підписав контракт з польським клубом «Медзь». Восени 2018 року Бартулович покинув польський клуб, а вже 5 жовтня 2018 року він підписав контракт із українським клубом першої ліги «Волинь» з Луцька. Дебютував у новій команді хорватський півзахисник уже наступного дня, вийшовши на заміну в матчі чемпіонату України проти «Колоса» з Ковалівки.
У стані лучан Младен пробув трохи більше року, 22 січня 2020 року підписавши контракт з «Інгульцем» і тим самим встановивши своєрідний рекорд ― він став першим легіонером, який зіграв за 7 різних українських клубів. 7 листопада 2021 року Бартулович, вийшовши на заміну у матчі з «Дніпром-1» (0:1), провів свій 250-й матч у Прем'єр-лізі України і став 5-м легіонером з дальнього зарубіжжя, який досяг цього рубежу. Більшу кількість матчів в УПЛ з легіонерів провели лише Даріо Срна (339), Желько Любенович (303), Папа Гує (298) та Арменд Далку (292). До кінця року він зіграв ще у двох матчах чемпіонату, після чого завершив ігрову кар'єру. Всього хорват у матчах УПЛ забив 37 голів і за кількістю голів увійшов до двадцятки найкращих легіонерів-бомбардирів в українських чемпіонатах.

## Виступи за збірну
Викликався до збірних команд Хорватії з п'ятнадцятирічного віку, дебют у формі збірної — 5 березня 2002 року у грі збірної Хорватії U-16 проти словенських однолітків (перемога 7:1). Загалом у юнацьких збірних відіграв 29 матчів, відзначився одним забитим голом. Протягом 2005—2006 років виступах у складі молодіжної збірної Хорватії: 10 матчів, 1 гол.
У складі основної збірної Хорватії дебютував 1 квітня 2006 року в товариській зустрічі зі збірною Гонконгу (перемога 4:0), після чого довгий час до збірної не викликався. Наступного разу з'явився на полі у футболці хорватської збірної 14 листопада 2009 року в товариській грі зі збірною Ліхтенштейну, яка фактично ознаменувала для хорватів початок нового відбірного циклу після того, як збірна не змогла пройти кваліфікацію до чемпіонату світу 2010 року. В офіційному матчі за збірну Бартулович так жодного разу і не зіграв.

## Тренерська кар'єра
У січні 2022 року увійшов до тренерського штабу Сергія Лавриненка в «Інгульці» та став його асистентом. Після звільнення головного тренера, 15 листопада 2022 року Бартулович став виконувачем обов'язків головного тренера команди. У дебютному матчі на чолі клубу Бартулович поступився київському «Динамо» (1:2), після чого його команда двічі по 1:0 виграла у «Львова» і «Вереса». У грудні він увійшов до штабу нового тренера Сергія Ковальця, де працював до червня 2023 року.
У червні 2023 року увійшов до тренерського штабу нового головного тренера «Зорі» Ненада Лалатовича. Вже у серпні Лалатович покинув команду, і Бартулович став виконувачем обов'язків головного тренера луганців. Під його керівництвом команда провела один матч, у рамках раунду плей-оф кваліфікації Ліги Європи проти чеської «Славії», вигравши 2:1, проте луганчани вибули до групового етапу Ліги конференцій. Після цього працював у тренерському штабі Валерія Кривенцова та Юрія Коваля, а у серпні 2024 року знову став в.о. головного тренера. У першому ж матчі під його керівництвом команда здобула перемогу над «Оболонню» (2:0).
20 червня 2025 року був призначений головним тренером харківського «Металіста 1925». Термін контракту — три роки.

## Статистика клубних виступів
| Сезон   | Клуб       | Кількість матчів | Голи | Гольові паси | Жовті картки | Червоні картки | Хвилини на полі |
| ------- | ---------- | ---------------- | ---- | ------------ | ------------ | -------------- | --------------- |
| 2004/05 | «Хайдук»   | 25               | 1    | ?            | ?            | ?              | ?               |
| 2005/06 | «Хайдук»   | 19               | 2    | ?            | ?            | ?              | ?               |
| 2006/07 | «Дніпро»   | 22               | 0    | 1            | 6            | 0              | 1296            |
| 2007/08 | «Кривбас»  | 10               | 1    | 0            | 2            | 0              | 677             |
| 2007/08 | «Дніпро»   | 12               | 0    | 1            | 1            | 0              | 328             |
| 2008/09 | «Дніпро»   | 4                | 0    | 0            | 0            | 0              | 182             |
| 2008/09 | «Кривбас»  | 16               | 4    | 1            | 6            | 0              | 1272            |
| 2009/10 | «Кривбас»  | 29               | 14   | 6            | 3            | 0              | 2124            |
| 2010/11 | «Кривбас»  | 7                | 1    | 0            | 2            | 0              | 241             |
| 2011/12 | «Кривбас»  | 27               | 3    | 4            | 10           | 0              | 2253            |
| 2012/13 | «Кривбас»  | 25               | 4    | 4            | 4            | 1              | 2067            |
| 2013/14 | «Карпати»  | 24               | 10   | 5            | 10           | 1              | 1956            |
| 2014/15 | «Дніпро»   | 8                | 0    | 0            | 2            | 1              | 253             |
| 2015/16 | «Ворскла»  | 26               | 2    | 5            | 2            | 1              | 1558            |
| 2016/17 | «Ворскла»  | 20               | 0    | 2            | 8            | 0              | 943             |
| 2016/17 | «Медзь»    | 10               | 0    | 0            | 2            | 0              | 255             |
| 2017/18 | «Медзь»    | 21               | 1    | 1            | 3            | 0              | 787             |
| 2017/18 | «Медзь-2»  | 3                | 0    | 0            | 0            | 0              | 190             |
| 2018/19 | «Медзь-2»  | 2                | 0    | 0            | 1            | 0              | 180             |
| 2018/19 | «Волинь»   | 19               | 7    | 1            | 0            | 0              | 1419            |
| 2019/20 | «Волинь»   | 18               | 4    | 4            | 5            | 0              | 1328            |
| 2019/20 | «Інгулець» | 11               | 0    | 0            | 3            | 0              | 792             |
| 2020/21 | «Інгулець» | 21               | 7    | 0            | 6            | 0              | 1393            |
| 2021/22 | «Інгулець» | 13               | 1    | 0            | 4            | 0              | 476             |

## Особисте життя
Його дружина Наталія є донькою українського футбольного тренера Сергія Башкирова.

## Досягнення
Як гравця
- Чемпіон Хорватії: 2004/05
- Володар Суперкубка Хорватії: 2005
- Бронзовий призер Чемпіонату України: 2014/15
- Фіналіст Ліги Європи УЄФА: 2014/15
- Переможець Першої ліги чемпіонату Польщі: 2017/18
- Бронзовий призер Першої ліги чемпіонату України (2): 2018/19, 2019/20